# Venegono Superiore
Venegono Superiore là một đô thị ở tỉnh Varese trong vùng Lombardia, có cự ly khoảng 40 km về phía tây bắc của Milan and about 9 km về phía đông nam của Varese. Tại thời điểm ngày 31 tháng 12 năm 2004, đô thị này có dân số 6.809 người và diện tích là 6,9 km².
Đô thị Venegono Superiore có các frazioni (đơn vị trực thuộc, chủ yếu là các làng) San Martino, Pianasca, và Piambosco.
Venegono Superiore giáp các đô thị: Binago, Castiglione Olona, Vedano Olona, Venegono Inferiore.